# Selección de fútbol sub-21 de Italia
La selección italiana de fútbol Sub-21 es el equipo nacional formado por jugadores de nacionalidad italiana menores de 21 años de edad, que representa a la Federación Italiana de Fútbol en la Eurocopa Sub-21. Dicho torneo, clasifica en año preolímpico a la selección sub-23 (categoría olímpica para fútbol) para los Juegos Olímpicos.
Técnicamente, se trata de una selección que puede también ser considerada sub-23, ya que el requisito de que sus jugadores deban de ser menores de 21 años se exige al comienzo de cada Eurocopa, pero al durar esta dos años, algunos futbolistas la disputan hasta los 23 años. Debido a esta circunstancia, ambas selecciones son casi consideradas la misma, al tratarse del mismo cuerpo técnico y jugadores, pero cambiando su denominación según la competición. El cambio de denominación de sub-23 a sub-21 en la Eurocopa se produjo en 1976, fecha en que se diferencian ambas selecciones.

## Historia
La selección italiana Sub-21 es la más titulada de Europa, con cinco títulos continentales, dos medallas de plata y cuatro de bronce.

## Jugadores

### Última convocatoria
- Convocados a la Eurocopa Sub-21 de 2025.[2]

| Nombre                 | Posición       | Edad    | PJ | G | Club              |
| ---------------------- | -------------- | ------- | -- | - | ----------------- |
| Sebastiano Desplanches | Guardameta     | 22 años | 14 | 0 | Palermo FC        |
| Gioele Zacchi          | Guardameta     | 21 años | 6  | 0 | Latina Calcio     |
| Jacopo Sassi           | Guardameta     | 21 años | 3  | 0 | Modena FC         |
| Mattia Zanotti         | Defensa        | 22 años | 16 | 0 | FC Lugano         |
| Matteo Ruggeri         | Defensa        | 22 años | 13 | 0 | Atalanta BC       |
| Lorenzo Pirola         | Defensa        | 23 años | 23 | 3 | Olympiakos FC     |
| Daniele Ghilardi       | Defensa        | 22 años | 13 | 1 | Hellas Verona FC  |
| Michael Kayode         | Defensa        | 20 años | 5  | 0 | Brentford FC      |
| Diego Coppola          | Defensa        | 21 años | 8  | 0 | Hellas Verona FC  |
| Riccardo Turicchia     | Defensa        | 22 años | 9  | 0 | Juventus Next Gen |
| Gabriele Guarino       | Defensa        | 21 años | 1  | 0 | Carrarese Calcio  |
| Matteo Prati           | Centrocampista | 21 años | 12 | 1 | Cagliari Calcio   |
| Cher Ndour             | Centrocampista | 20 años | 18 | 2 | ACF Fiorentina    |
| Cesare Casadei         | Centrocampista | 22 años | 13 | 3 | Torino FC         |
| Giovanni Fabbian       | Centrocampista | 22 años | 15 | 4 | Bologna FC        |
| Issa Doumbia           | Centrocampista | 21 años | 2  | 0 | Venezia FC        |
| Niccolò Pisilli        | Centrocampista | 20 años | 10 | 0 | AS Roma           |
| Jacopo Fazzini         | Centrocampista | 22 años | 3  | 0 | Empoli FC         |
| Alessandro Bianco      | Centrocampista | 22 años | 6  | 1 | AC Monza          |
| Giuseppe Ambrosino     | Delantero      | 21 años | 8  | 1 | Frosinone Calcio  |
| Wilfried Gnonto        | Delantero      | 21 años | 14 | 5 | Leeds United      |
| Tommaso Baldanzi       | Delantero      | 22 años | 9  | 5 | AS Roma           |
| Luca Koleosho          | Delantero      | 20 años | 5  | 0 | Burnley FC        |
| Carmine Nunziata       | Entrenador     | 57 años |    |   |                   |

### Más presencias
| # | Jugador           | Período   | Partidos | Goles |
| - | ----------------- | --------- | -------- | ----- |
| 1 | Andrea Pirlo      | 1998-2002 | 37       | 15    |
| 1 | Francesco Bardi   | 2011-2015 | 37       | -30   |
| 2 | Marco Motta       | 2005-2009 | 36       | 1     |
| 3 | Matteo Brighi     | 2000-2004 | 35       | 2     |
| 4 | Daniele Bonera    | 2001-2004 | 34       | 0     |
| 5 | Alessandro Rosina | 2004-2007 | 32       | 4     |
| 6 | Luca Marrone      | 2009-2013 | 31       | 1     |
| 6 | Luca Caldirola    | 2010-2013 | 31       | 1     |
| 7 | Alberto Paloschi  | 2008-2013 | 29       | 9     |
| 7 | Roberto Mancini   | 1982-1986 | 29       | 9     |

Fuente: Transfermarkt.
- Actualizado el 4 de septiembre de 2019

### Máximos goleadores
| # | Jugador             | Período   | Goles | Partidos |
| - | ------------------- | --------- | ----- | -------- |
| 1 | Andrea Pirlo        | 1998-2002 | 15    | 37       |
| 1 | Alberto Gilardino   | 2000-2004 | 15    | 24       |
| 2 | Manolo Gabbiadini   | 2010-2013 | 12    | 24       |
| 3 | Christian Vieri     | 1992-1995 | 11    | 22       |
| 3 | Gianluca Vialli     | 1983-1986 | 11    | 20       |
| 3 | Massimo Maccarone   | 2000-2002 | 11    | 15       |
| 4 | Giuseppe Rossi      | 2006-2008 | 10    | 20       |
| 4 | Robert Acquafresca  | 2007-2009 | 10    | 16       |
| 4 | Cristiano Lucarelli | 1996-1997 | 10    | 12       |

Fuente: Transfermarkt.
- Actualizado el 4 de septiembre de 2019

## Resultados

### Europeo Sub-21
| Año                      | Fase             | Posición     | PJ           | PG           | PE           | PP           | GF           | GC           |
| ------------------------ | ---------------- | ------------ | ------------ | ------------ | ------------ | ------------ | ------------ | ------------ |
| Sin sede 1978            | Cuartos de final | 8º           | 2            | 0            | 1            | 1            | 1            | 2            |
| Sin sede 1980            | Cuartos de final | 8º           | 2            | 0            | 1            | 1            | 1            | 3            |
| Sin sede 1982            | Cuartos de final | 7º           | 2            | 0            | 1            | 1            | 0            | 1            |
| Sin sede 1984            | Semifinales      | 3º           | 4            | 3            | 0            | 1            | 4            | 3            |
| Sin sede 1986            | Subcampeón       | 2º           | 6            | 3            | 2            | 1            | 9            | 6            |
| Sin sede 1988            | Cuartos de final | 5º           | 2            | 0            | 1            | 1            | 3            | 4            |
| Sin sede 1990            | Semifinales      | 3º           | 4            | 1            | 2            | 1            | 5            | 4            |
| Sin sede 1992            | Campeón          | 1º           | 6            | 5            | 0            | 1            | 9            | 2            |
| Francia 1994             | Campeón          | 1º           | 4            | 2            | 1            | 1            | 4            | 1            |
| España 1996              | Campeón          | 1º           | 4            | 2            | 1            | 1            | 4            | 2            |
| Rumania 1998             | No clasificó     | No clasificó | No clasificó | No clasificó | No clasificó | No clasificó | No clasificó | No clasificó |
| Eslovaquia 2000          | Campeón          | 1º           | 4            | 3            | 1            | 0            | 8            | 3            |
| Suiza 2002               | Semifinales      | 3º           | 4            | 1            | 2            | 1            | 5            | 5            |
| Alemania 2004            | Campeón          | 1º           | 5            | 4            | 0            | 1            | 10           | 4            |
| Portugal 2006            | Fase de grupos   | 5º           | 3            | 1            | 1            | 1            | 4            | 4            |
| Países Bajos 2007        | Fase de grupos   | 5º           | 4            | 1            | 2            | 1            | 5            | 4            |
| Suecia 2009              | Semifinales      | 4º           | 4            | 2            | 1            | 1            | 4            | 3            |
| Dinamarca 2011           | No clasificó     | No clasificó | No clasificó | No clasificó | No clasificó | No clasificó | No clasificó | No clasificó |
| Israel 2013              | Subcampeón       | 2º           | 5            | 3            | 1            | 1            | 9            | 5            |
| República Checa 2015     | Fase de grupos   | 5º           | 3            | 1            | 1            | 1            | 4            | 3            |
| Polonia 2017             | Semifinales      | 4º           | 4            | 2            | 0            | 2            | 5            | 6            |
| Italia y San Marino 2019 | Fase de grupos   | 6º           | 3            | 2            | 0            | 1            | 6            | 3            |
| Hungría y Eslovenia 2021 | Cuartos de final | -            | 4            | 1            | 2            | 1            | 8            | 6            |
| Georgia y Rumania 2023   | Fase de grupos   | -            | 3            | 1            | 0            | 2            | 4            | 5            |
| Total                    | 22/24            | 1º           | 82           | 38           | 21           | 23           | 112          | 79           |

Fuente: The Rec.Sport.Soccer Statistics Foundation Rsssf.com